# Жул Ардуен-Мансар
Жул Ардуен-Мансар (на френски: Jules Hardouin-Mansart) граф на Сагон (1699), е френски архитект. Той е бил главен архитект на крал Луи XIV и началник на кралските сгради.

## Биография
Роден е на 16 април 1646 година в Париж, Франция, племенник на архитекта Франсоа Мансар. Като малък получава образованието си от Либерал Брюан.
Мансар печели уважението на крал Луи XIV, след изготвянето на плановете на замъка Клани, за любимата любовница на краля – Мадам дьо Монтеспан. Той става архитект през 1675 г. и между редовните в Кралската академия по архитектура, първият архитект на краля през 1681, интендант генерален секретар на кралските сгради през 1685, главен инспектор на сградите на краля през 1691 и началник на сградите на краля през 1699 г.
Посветен е в рицарство от крал Луи XIV през 1682 г., но няма други титли или звания освен „оръженосец“, защото не е притежавал земя. Затова трябва да чака до 1699, когато придобива окръг Сагон в Бурбон за 130 000 лири, за да получи графска титла.
Жул Ардуен-Мансар се жени на 3 февруари 1668 г. за Ан Боден (1646 – 1738), с която имат пет деца:
- Катрин-Анриет (1673 – 1748), която се жени през 1693 за Клод Льоба дьо Монтаржи (1659 – 1741), маркиз на Буше-Валгран
- Луи (1674 – 1681)
- Жули-Андре-Ан (1676 – 1677)
- Катрин, която се омъжва през 1699 за Венсан Мейнон (1668 – 1736)
- Жак (1677 – 1762), граф на Сагон, който се жени за Мадлин Бернар (1684 – 1716), дъщеря на финансиста Самюел Бернар.

Той се жени повторно през 1726 г. за Гилмет (Мадлен д'Югени), с която той има пет извънбрачни деца – те самите женени – за двамата архитекти Жан Мансар дьо Жуи (1705 – 1783) и Жак Ардуен-Мансар дьо Сагон (1711 – 1778).
Умира на 11 май 1708 година в Марли льо Роа на 62-годишна възраст.

## Проекти
- Завършване на Дома на инвалидите в Париж, конкретно църквата Сен-Луи-дез-Инвалид
- При Версайския дворец, предната страна на парка, крилата, Петит и Гранд Екюри, новата оранжерия, Велики Трианон, кралският параклис и църквата Нотр Дам дьо Версай
- Шато дьо Бури ан Весен (1685)
- Ле Павилон дьо Манс в Шантийи
- Завършване на параклиса на Шато дьо Шамбор
- Паркът на Шато д'Екуан
- Шато дьо Мьодон
- Шато дьо Марли
- Оранжерията на Шато дьо Со (1686)
- Реставрация на Двореца на херцозите на Бургундия в Дижон
- В Париж: Площадът на Победата и Площадът на Завоеванията (днес площад Вандом)
- Девическо училище Сен Сир л'Екол
- Шато дьо Дампиер в Дампиер ан Ивлен
- Шато дьо Сен Жермен ан Ле
- Приорат Сен Луи дьо Поаси, реконструкция в готически стил на абатската църква Сен-Луи (от 1695 до смъртта си)
- Шато дьо Ванв (1698) (днес административна сграда на лицей Мишле дьо Ванв)
- Реконструкция на кметството в Лион от 1701 до 1703
- Църква Сен Рош в Париж
- Параклис Шато дьо Серан близо до Анже
- Кметство на Арл
- Шато дьо л'Етан

## Галерия
- Бюст на Ардуен-Мансар от Жан-Луи Льомоан, 1703, Музей на Лувъра
- Жул Ардуен-Мансар, портрет от Франсоа дьо Троа
- Статуя във Версай, Площад Александър I Югославски
- Параклис на Версайския дворец
- Куполът на Дома на инвалидите
- Версайският дворец
- Шато Бури ан Весен
- Сградата на кметството на Лион
- Гран Трианон
- Оранжерията на Версайския дворец
- Парижката обсерватория
- Двореца на бургундските херцози в Дижон
- Шато дьо Дампиер в Ивлен
- Главната сграда и странични крила на Шато дьо Дампиер
- Шато Сен Жермен ан Ле
- Парк на Шато д'Екуан

### Други
- Известни архитекти
- Жул Мишел Александър Ардуен, негов племенник, също известен архитект.
- Жермен Бофран, архитект и негов ученик.